# Großer Preis von Deutschland 1977
Der Große Preis von Deutschland 1977 (offiziell XXXIX Großer Preis von Deutschland) fand am 31. Juli auf dem Hockenheimring in Hockenheim statt und war das elfte Rennen der Automobil-Weltmeisterschaft 1977.

## Berichte

### Hintergrund
Zum elften WM-Lauf auf dem Hockenheimring, der die nach Sicherheitsaspekten für die Formel 1 nicht mehr zeitgemäße Nordschleife des Nürburgrings ab diesem Jahr dauerhaft als Austragungsort des Deutschen Grand Prix ablöste, trat erneut ein stark besetztes Teilnehmerfeld an, dessen 30 Piloten sich für einen der 24 Startplätze zu qualifizieren versuchten. Die ungewöhnlich hohe Zahl an kleinen Privatteams, die zwei Wochen zuvor beim Großen Preis von Großbritannien eine Vorqualifikation erforderlich gemacht hatten, wurde allerdings nicht erreicht.
Das Renault-Team entschied sich nach dem unglücklichen Debüt beim Britischen Grand Prix gegen eine Teilnahme am Deutschland-GP. Stattdessen beraumte man weitere Testfahrten an, um den Wagen weiterzuentwickeln.
Das ATS Racing Team weitete anlässlich des Heim-Grand-Prix sein Engagement auf zwei Wagen des Typs Penske PC4 aus und gab somit dem einheimischen Rennfahrer Hans Heyer die Chance auf sein Formel-1-Debüt. Teddy Pilette übernahm den BRM P207 von Guy Edwards. Außerdem kehrte Héctor Rebaque ins Cockpit des zweiten Werks-Hesketh zurück.

### Training
Jody Scheckter fuhr zum ersten Mal in diesem Jahr und zum zweiten Mal insgesamt auf die Pole-Position. Den zweiten Startplatz sicherte sich, wie schon mehrfach in dieser Saison, Brabham-Pilot John Watson. Es folgte der WM-Führende Niki Lauda neben Titelverteidiger James Hunt in der zweiten Reihe. Hans-Joachim Stuck und Jacques Laffite bildeten die dritte Startreihe.

### Rennen
Bereits nach wenigen Metern endete das Rennen für Clay Regazzoni und Alan Jones durch eine Kollision.
An der Spitze blieb während der ersten Umläufe die Startreihenfolge erhalten, bis Watson in der siebten Runde aufgrund eines Motorschadens ausfiel. Carlos Reutemann und Mario Andretti überholten unterdessen den sechstplatzierten Laffite.
Lauda schloss auf den führenden Scheckter auf und konnte ihn schließlich in Runde 13 überholen. Hunt versuchte ebenfalls, an dem Südafrikaner vorbeizuziehen, doch dieser verteidigte sich erfolgreich, bis Hunt in der 33. Runde wegen eines Motorproblems aufgeben musste. Dadurch gelangte Stuck auf den dritten Rang vor Reutemann. Als Andretti ebenfalls wegen eines Motorschadens ausfiel, übernahm Vittorio Brambilla den fünften Rang vor Patrick Tambay, der somit sein erstes Punkteresultat in der Formel 1 erreichte. Dies wurde allerdings erst dadurch möglich, dass der zuvor sechstplatzierte Ronnie Peterson wenige Runden vor dem Ende des Rennens ebenfalls einem Motorschaden zum Opfer fiel.
Stuck stand zum ersten Mal nach einem Grand Prix auf dem Podium. Gaststarter Heyer, der zum Rennen angetreten war, obwohl er die Qualifikation verfehlt hatte, schied nach neun Runden wegen eines gebrochenen Schalthebels aus, wurde aber aufgrund seiner illegalen Teilnahme ohnehin disqualifiziert. Bis heute ist dies der einzige Fall, in dem ein Fahrer die Status DNQ, DNS, DNF und DSQ in einem einzigen Rennen erhielt.

## Meldeliste
| Team                            | Nr. | Fahrer             | Chassis         | Motor                     | Reifen |
| ------------------------------- | --- | ------------------ | --------------- | ------------------------- | ------ |
| Marlboro Team McLaren           | 01  | James Hunt         | McLaren M26     | Ford Cosworth DFV 3.0 V8  | G      |
| Marlboro Team McLaren           | 02  | Jochen Mass        | McLaren M26     | Ford Cosworth DFV 3.0 V8  | G      |
| Elf Team Tyrrell                | 03  | Ronnie Peterson    | Tyrrell P34     | Ford Cosworth DFV 3.0 V8  | G      |
| Elf Team Tyrrell                | 04  | Patrick Depailler  | Tyrrell P34     | Ford Cosworth DFV 3.0 V8  | G      |
| John Player Team Lotus          | 05  | Mario Andretti     | Lotus 78        | Ford Cosworth DFV 3.0 V8  | G      |
| John Player Team Lotus          | 06  | Gunnar Nilsson     | Lotus 78        | Ford Cosworth DFV 3.0 V8  | G      |
| Martini Racing                  | 07  | John Watson        | Brabham BT45B   | Alfa Romeo 115-12 3.0 F12 | G      |
| Martini Racing                  | 08  | Hans-Joachim Stuck | Brabham BT45B   | Alfa Romeo 115-12 3.0 F12 | G      |
| Hollywood March Racing          | 09  | Alex Ribeiro       | March 761B      | Ford Cosworth DFV 3.0 V8  | G      |
| Team Rothmans International     | 10  | Ian Scheckter      | March 761B      | Ford Cosworth DFV 3.0 V8  | G      |
| Scuderia Ferrari SpA SEFAC      | 11  | Niki Lauda         | Ferrari 312T2   | Ferrari 015 3.0 F12       | G      |
| Scuderia Ferrari SpA SEFAC      | 12  | Carlos Reutemann   | Ferrari 312T2   | Ferrari 015 3.0 F12       | G      |
| Shadow Racing Team              | 16  | Riccardo Patrese   | Shadow DN8      | Ford Cosworth DFV 3.0 V8  | G      |
| Shadow Racing Team              | 17  | Alan Jones         | Shadow DN8      | Ford Cosworth DFV 3.0 V8  | G      |
| Team Surtees                    | 18  | Vern Schuppan      | Surtees TS19    | Ford Cosworth DFV 3.0 V8  | G      |
| Beta Team Surtees               | 19  | Vittorio Brambilla | Surtees TS19    | Ford Cosworth DFV 3.0 V8  | G      |
| Walter Wolf Racing              | 20  | Jody Scheckter     | Wolf WR2        | Ford Cosworth DFV 3.0 V8  | G      |
| Team Tissot Ensign with Castrol | 22  | Clay Regazzoni     | Ensign N177     | Ford Cosworth DFV 3.0 V8  | G      |
| Theodore Racing Hong Kong       | 23  | Patrick Tambay     | Ensign N177     | Ford Cosworth DFV 3.0 V8  | G      |
| Penthouse Rizla Racing          | 24  | Rupert Keegan      | Hesketh 308E    | Ford Cosworth DFV 3.0 V8  | G      |
| Hesketh Racing                  | 25  | Héctor Rebaque     | Hesketh 308E    | Ford Cosworth DFV 3.0 V8  | G      |
| Ligier Gitanes                  | 26  | Jacques Laffite    | Ligier JS7      | Matra MS76 3.0 V12        | G      |
| Williams Grand Prix Engineering | 27  | Patrick Nève       | March 761       | Ford Cosworth DFV 3.0 V8  | G      |
| Copersucar-Fittipaldi           | 28  | Emerson Fittipaldi | Copersucar FD05 | Ford Cosworth DFV 3.0 V8  | G      |
| Chesterfield Racing             | 30  | Brett Lunger       | McLaren M23     | Ford Cosworth DFV 3.0 V8  | G      |
| ATS Racing Team                 | 34  | Jean-Pierre Jarier | Penske PC4      | Ford Cosworth DFV 3.0 V8  | G      |
| ATS Racing Team                 | 35  | Hans Heyer         | Penske PC4      | Ford Cosworth DFV 3.0 V8  | G      |
| Iberia Airlines                 | 36  | Emilio de Villota  | McLaren M23     | Ford Cosworth DFV 3.0 V8  | G      |
| Team Merzario                   | 37  | Arturo Merzario    | March 761B      | Ford Cosworth DFV 3.0 V8  | G      |
| Stanley B.R.M.                  | 40  | Teddy Pilette      | BRM P207        | BRM P202 3.0 V12          | G      |

## Klassifikationen

### Startaufstellung
| Pos. | Fahrer             | Konstrukteur       | Zeit    | Ø-Geschwindigkeit | Start |
| ---- | ------------------ | ------------------ | ------- | ----------------- | ----- |
| 01   | Jody Scheckter     | Wolf-Ford          | 1:53,07 | 216,153 km/h      | 01    |
| 02   | John Watson        | Brabham-Alfa Romeo | 1:53,34 | 215,638 km/h      | 02    |
| 03   | Niki Lauda         | Ferrari            | 1:53,53 | 215,277 km/h      | 03    |
| 04   | James Hunt         | McLaren-Ford       | 1:53,68 | 214,993 km/h      | 04    |
| 05   | Hans-Joachim Stuck | Brabham-Alfa Romeo | 1:53,91 | 214,559 km/h      | 05    |
| 06   | Jacques Laffite    | Ligier-Matra       | 1:53,97 | 214,446 km/h      | 06    |
| 07   | Mario Andretti     | Lotus-Ford         | 1:53,99 | 214,408 km/h      | 07    |
| 08   | Carlos Reutemann   | Ferrari            | 1:54,27 | 213,883 km/h      | 08    |
| 09   | Gunnar Nilsson     | Lotus-Ford         | 1:54,44 | 213,565 km/h      | 09    |
| 10   | Vittorio Brambilla | Surtees-Ford       | 1:54,53 | 213,397 km/h      | 10    |
| 11   | Patrick Tambay     | Ensign-Ford        | 1:54,77 | 212,951 km/h      | 11    |
| 12   | Jean-Pierre Jarier | Penske-Ford        | 1:55,19 | 212,175 km/h      | 12    |
| 13   | Jochen Mass        | McLaren-Ford       | 1:55,25 | 212,064 km/h      | 13    |
| 14   | Ronnie Peterson    | Tyrrell-Ford       | 1:55,70 | 211,239 km/h      | 14    |
| 15   | Patrick Depailler  | Tyrrell-Ford       | 1:55,92 | 210,839 km/h      | 15    |
| 16   | Riccardo Patrese   | Shadow-Ford        | 1:56,09 | 210,530 km/h      | 16    |
| 17   | Alan Jones         | Shadow-Ford        | 1:56,22 | 210,294 km/h      | 17    |
| 18   | Ian Scheckter      | March-Ford         | 1:56,35 | 210,059 km/h      | 18    |
| 19   | Vern Schuppan      | Surtees-Ford       | 1:56,54 | 209,717 km/h      | 19    |
| 20   | Alex Ribeiro       | March-Ford         | 1:56,63 | 209,555 km/h      | 20    |
| 21   | Brett Lunger       | McLaren-Ford       | 1:56,64 | 209,537 km/h      | 21    |
| 22   | Clay Regazzoni     | Ensign-Ford        | 1:56,68 | 209,465 km/h      | 22    |
| 23   | Rupert Keegan      | Hesketh-Ford       | 1:56,89 | 209,089 km/h      | 23    |
| 24   | Héctor Rebaque     | Hesketh-Ford       | 1:57,18 | 208,571 km/h      | 24    |
| DNQ  | Patrick Nève       | March-Ford         | 1:57,26 | 208,429 km/h      | –     |
| DNQ  | Emilio de Villota  | McLaren-Ford       | 1:57,39 | 208,198 km/h      | –     |
| DNQ  | Hans Heyer         | Penske-Ford        | 1:57,58 | 207,862 km/h      | Box   |
| DNQ  | Emerson Fittipaldi | Copersucar-Ford    | 1:58,53 | 206,196 km/h      | –     |
| DNQ  | Arturo Merzario    | March-Ford         | 1:59,13 | 205,157 km/h      | –     |
| DNQ  | Teddy Pilette      | B.R.M.             | 1:59,55 | 204,437 km/h      | –     |

Anmerkungen
1. ↑  Heyer startete trotz Nichtqualifikation illegal vom letzten Startplatz.

### Rennen
| Pos. | Fahrer             | Konstrukteur       | Runden | Stopps | Zeit      | Start | Schnellste Runde |
| ---- | ------------------ | ------------------ | ------ | ------ | --------- | ----- | ---------------- |
| 01   | Niki Lauda         | Ferrari            | 47     | 0      | 1:31:49,3 | 03    | 1:55,99 (28.)    |
| 02   | Jody Scheckter     | Wolf-Ford          | 47     | 0      | + 14,33   | 01    | 1:56,17          |
| 03   | Hans-Joachim Stuck | Brabham-Alfa Romeo | 47     | 0      | + 20,90   | 05    | 1:56,42          |
| 04   | Carlos Reutemann   | Ferrari            | 47     | 0      | + 1:00,27 | 08    | 1:57,13          |
| 05   | Vittorio Brambilla | Surtees-Ford       | 47     | 0      | + 1:27,37 | 10    | 1:57,48          |
| 06   | Patrick Tambay     | Ensign-Ford        | 47     | 0      | + 1:29,81 | 11    | 1:56,88          |
| 07   | Vern Schuppan      | Surtees-Ford       | 46     | 0      | + 1 Runde | 19    | 1:58,76          |
| 08   | Alex Ribeiro       | March-Ford         | 46     | 0      | + 1 Runde | 20    | 1:58,64          |
| 09   | Ronnie Peterson    | Tyrrell-Ford       | 42     | 0      | DNF       | 14    | 1:57,54          |
| 10   | Riccardo Patrese   | Shadow-Ford        | 42     | 0      | DNF       | 16    | 1:57,92          |
| –    | Rupert Keegan      | Hesketh-Ford       | 40     | 1      | DNF       | 23    | 1:57,99          |
| –    | Mario Andretti     | Lotus-Ford         | 34     | 0      | DNF       | 07    | 1:56,84          |
| –    | James Hunt         | McLaren-Ford       | 32     | 0      | DNF       | 04    | 1:56,35          |
| –    | Gunnar Nilsson     | Lotus-Ford         | 31     | 0      | DNF       | 09    | 1:57,41          |
| –    | Jochen Mass        | McLaren-Ford       | 26     | 0      | DNF       | 13    | 1:57,19          |
| –    | Patrick Depailler  | Tyrrell-Ford       | 22     | 0      | DNF       | 15    | 1:58,32          |
| –    | Jacques Laffite    | Ligier-Matra       | 21     | 1      | DNF       | 06    | 1:57,66          |
| –    | Héctor Rebaque     | Hesketh-Ford       | 20     | 0      | DNF       | 24    | 2:00,19          |
| –    | Brett Lunger       | McLaren-Ford       | 14     | 1      | DNF       | 21    | 2:01,08          |
| –    | Ian Scheckter      | March-Ford         | 10     | 0      | DNF       | 18    | 2:00,32          |
| –    | John Watson        | Brabham-Alfa Romeo | 8      | 0      | DNF       | 02    |                  |
| –    | Jean-Pierre Jarier | Penske-Ford        | 5      | 1      | DNF       | 12    | 1:58,66          |
| –    | Alan Jones         | Shadow-Ford        | 0      | 0      | DNF       | 17    | –                |
| –    | Clay Regazzoni     | Ensign-Ford        | 0      | 0      | DNF       | 22    | –                |
| DSQ  | Hans Heyer         | Penske-Ford        | 9      | 0      | DNF       | Box   | 2:02,31          |

## WM-Stände nach dem Rennen
Die ersten sechs des Rennens bekamen 9, 6, 4, 3, 2 bzw. 1 Punkt(e). Es zählten nur die besten acht Ergebnisse aus den ersten neun Rennen und die besten sieben Ergebnisse aus den letzten acht Rennen. In der Konstrukteurswertung zählte nur das Ergebnis des bestplatzierten Fahrers eines Teams. Streichresultate sind in Klammern gesetzt.

### Fahrerwertung
| Pos. | Fahrer             | Konstrukteur                    | Punkte |
| ---- | ------------------ | ------------------------------- | ------ |
| 01   | Niki Lauda         | Ferrari                         | 48     |
| 02   | Jody Scheckter     | Wolf-Ford                       | 38     |
| 03   | Mario Andretti     | Lotus-Ford                      | 32     |
| 04   | Carlos Reutemann   | Ferrari                         | 31     |
| 05   | James Hunt         | McLaren-Ford                    | 22     |
| 06   | Gunnar Nilsson     | Lotus-Ford                      | 20     |
| 07   | Jochen Mass        | McLaren-Ford                    | 17     |
| 08   | Patrick Depailler  | Tyrrell-Ford                    | 10     |
| 09   | Jacques Laffite    | Ligier-Matra                    | 10     |
| 10   | John Watson        | Brabham-Alfa Romeo              | 9      |
| 11   | Hans-Joachim Stuck | March-Ford / Brabham-Alfa Romeo | 8      |
| 12   | Emerson Fittipaldi | Copersucar-Ford                 | 8      |
| 13   | Carlos Pace †      | Brabham-Alfa Romeo              | 6      |
| 14   | Vittorio Brambilla | Surtees-Ford                    | 5      |
| 15   | Ronnie Peterson    | Tyrrell-Ford                    | 4      |
| 16   | Alan Jones         | Shadow-Ford                     | 3      |
| 17   | Clay Regazzoni     | Ensign-Ford                     | 1      |
| 18   | Renzo Zorzi        | Shadow-Ford                     | 1      |
| 19   | Jean-Pierre Jarier | Penske-Ford                     | 1      |
| 20   | Patrick Tambay     | Ensign-Ford                     | 1      |
| 21   | Vern Schuppan      | Surtees-Ford                    | 0      |

| Pos. | Fahrer                | Konstrukteur              | Punkte |
| ---- | --------------------- | ------------------------- | ------ |
| 22   | Ingo Hoffmann         | Copersucar-Ford           | 0      |
| 23   | Alex Ribeiro          | March-Ford                | 0      |
| 24   | Hans Binder           | Surtees-Ford              | 0      |
| 25   | Riccardo Patrese      | Shadow-Ford               | 0      |
| 26   | Harald Ertl           | Hesketh-Ford              | 0      |
| 27   | Jackie Oliver         | Shadow-Ford               | 0      |
| 28   | Brett Lunger          | March-Ford / McLaren-Ford | 0      |
| 29   | Brian Henton          | March-Ford                | 0      |
| 30   | Patrick Nève          | March-Ford                | 0      |
| 31   | Rupert Keegan         | Hesketh-Ford              | 0      |
| 32   | Jacky Ickx            | Ensign-Ford               | 0      |
| 33   | Ian Scheckter         | March-Ford                | 0      |
| 34   | Gilles Villeneuve     | McLaren-Ford              | 0      |
| 35   | Larry Perkins         | B.R.M. / Surtees-Ford     | 0      |
| 36   | Emilio de Villota     | McLaren-Ford              | 0      |
| 37   | David Purley          | LEC-Ford                  | 0      |
| 38   | Arturo Merzario       | March-Ford                | 0      |
| –    | Tom Pryce †           | Shadow-Ford               | 0      |
| –    | Boy Hayje             | March-Ford                | 0      |
| –    | Jean-Pierre Jabouille | Renault                   | 0      |
| –    | Héctor Rebaque        | Hesketh-Ford              | 0      |

### Konstrukteurswertung
| Pos. | Konstrukteur       | Punkte  |
| ---- | ------------------ | ------- |
| 01   | Ferrari            | 65 (67) |
| 02   | Lotus-Ford         | 47      |
| 03   | Wolf-Ford          | 38      |
| 04   | McLaren-Ford       | 34      |
| 05   | Brabham-Alfa Romeo | 23      |
| 06   | Tyrrell-Ford       | 14      |
| 07   | Ligier-Matra       | 10      |
| 08   | Copersucar-Ford    | 8       |
| 09   | Surtees-Ford       | 5       |

| Pos. | Konstrukteur | Punkte |
| ---- | ------------ | ------ |
| 10   | Shadow-Ford  | 4      |
| 11   | Ensign-Ford  | 2      |
| 12   | Penske-Ford  | 1      |
| 13   | March-Ford   | 0      |
| 14   | Hesketh-Ford | 0      |
| 15   | LEC-Ford     | 0      |
| –    | B.R.M.       | 0      |
| –    | Renault      | 0      |